# Puente del Dragón
El puente del Dragón de Alcalá de Guadaíra, Sevilla (España) es un puente figurativo que forma parte de la circunvalación de Alcalá de Guadaíra, y que destaca por ser el único puente figurativo de Europa.

## Situación
El Puente del Dragón está situado dentro del parque del río Guadaíra muy cerca del castillo árabe, en un entorno casi de leyenda. El puente resultó ganador del concurso de ideas convocado por la Junta de Andalucía y elegido por votación popular organizada por el Ayuntamiento de Alcalá de Guadaíra. Fue construido por la Junta de Andalucía, bajo el proyecto de José Luis Manzanares presidente de Ayesa, la dirección de obra de  Íñigo Barahona y el diseño de Amador Sevilla e inaugurado el 28 de marzo de 2007. Los arcos y el resto de la estructura van revestidos de “trencadís” multicolor de azulejos, al modo de los ornamentos del parque Güell de Barcelona, en un intento de devolver este arte ornamental a su lugar de origen en España. Se recupera la tradición árabe del alicatado, en una estructura que tiene la épica de una leyenda almohade. 
La cerámica está fabricada a la antigua usanza, con doble cocción y el empleo de sales minerales (cobre, hierro, cobalto, manganeso…) para conseguir los colores. Estos azulejos puestos a la intemperie, en vez de perder el colorido, van mejorando con el tiempo, apareciendo nuevos tonos y matices. 
El dragón se materializa en una cabeza gigante, de boca abierta, ojos avizores y cresta enhiesta propia de un guardián alerta.En el extremo opuesto del tablero una cola puntiaguda constituye el hito que tranquiliza a los habitantes de la fortaleza.  Dos escaleras multicolores con mirador a media altura, ofrecen al peatón la posibilidad de bajar al cauce a disfrutar de la orilla del río y observar el cuidado paisaje de los bajos del puente. De las aceras también parten sendas pavimentadas que conducen suavemente a las orillas.  La perspectiva inferior de la estructura es espectacular. El cuerpo del dragón soporta el esbelto tablero como un gigantesco reptil, quedando enmarcado por unos estribos en los que la imaginación de los autores ha distribuido dibujos destinados a despertar la ilusión de los espíritus infantiles. Fondos del río, plantas acuáticas, rosa de los vientos y submarinistas sugieren y ambientan el mundo de juegos que la infancia debe encontrar en un parque. 

## Principales Características
Se trata de un puente urbano de cuatro calzadas y dos amplias aceras. La longitud total es de 123 m y su anchura de 22,60 m. La estructura del puente está formada por una viga central de hormigón armado de la nacen, en dos grandes voladizos, los tableros que soportan las calzadas. El esquema resistente está constituido un pórtico longitudinal de directriz curva y gran rigidez, que tiene tres apoyos en el cauce y se sustenta en los extremos mediante estribos verticales. Dibuja así dos arcos centrales de 43 metros de luz y dos semiarcos en los extremos de 18 metros de vano.  El tablero vuela hacia ambos lados del pórtico con sendas losas pretensadas transversalmente de canto variable entre 1,21 m en el eje y 0,21 m en los bordes. Se sustenta en la estructura central y en los estribos en los que tiene impedidos tanto el movimiento vertical como el horizontal. La sección transversal del puente está pues formada por una gran viga central de sección casi ovoidal de 4 metros de altura y 2 metros de anchura cuyo eje describe unos arcos sucesivos, separándose del tablero por debajo en los apoyos y quedando por arriba de la losa en el centro de los vanos. El puente se apoya sobre sendos estribos de hormigón armado, formados por muros verticales terminados en aletas triangulares de planta curva, que transmiten la carga al terreno mediante 12 pilotes de hormigón ejecutados “in-situ” de 1500 mm de diámetro y 20 m de profundidad. Los tres apoyos en el cauce se resuelven mediante soportes de 3 metros de altura empotrados tanto en el arco principal como en el encepado y sustentados en 6 pilotes de 1,5 m de diámetro y 20 m de profundidad. A pesar de ser un puente de gran componente figurativa, no tiene ningún elemento estructural superfluo y su forma de trabajo es sencilla, correcta y segura: las losas del tablero transmiten a pórticos y estribos las cargas verticales que se descargan a través de los arcos a la cimentación. La torsión del tablero es soportada por las reacciones verticales y horizontales en los estribos.

## Sello de correos
El Puente del Dragón aparece en un sello de España emitido en septiembre del año 2013, junto con otros puentes.

## Galería
|                       |
| Ojo Puente del Dragon |

|                              |
| General II Puente del Dragon |

|                        |
| Cola Puente del Dragon |

|                          |
| Cabeza Puente del Dragon |

|                           |
| General Puente del Dragon |

|                   |
| Apoyos del puente |

|                                                      |
| Inauguración del puente https://youtu.be/1Tk7YdfoxHo |